# نبرد میندانائو
نبرد میندانائو (انگلیسی: Battle of Mindanao) یکی از نبردهای جنگ اقیانوس آرام بود.